# 地下钱庄

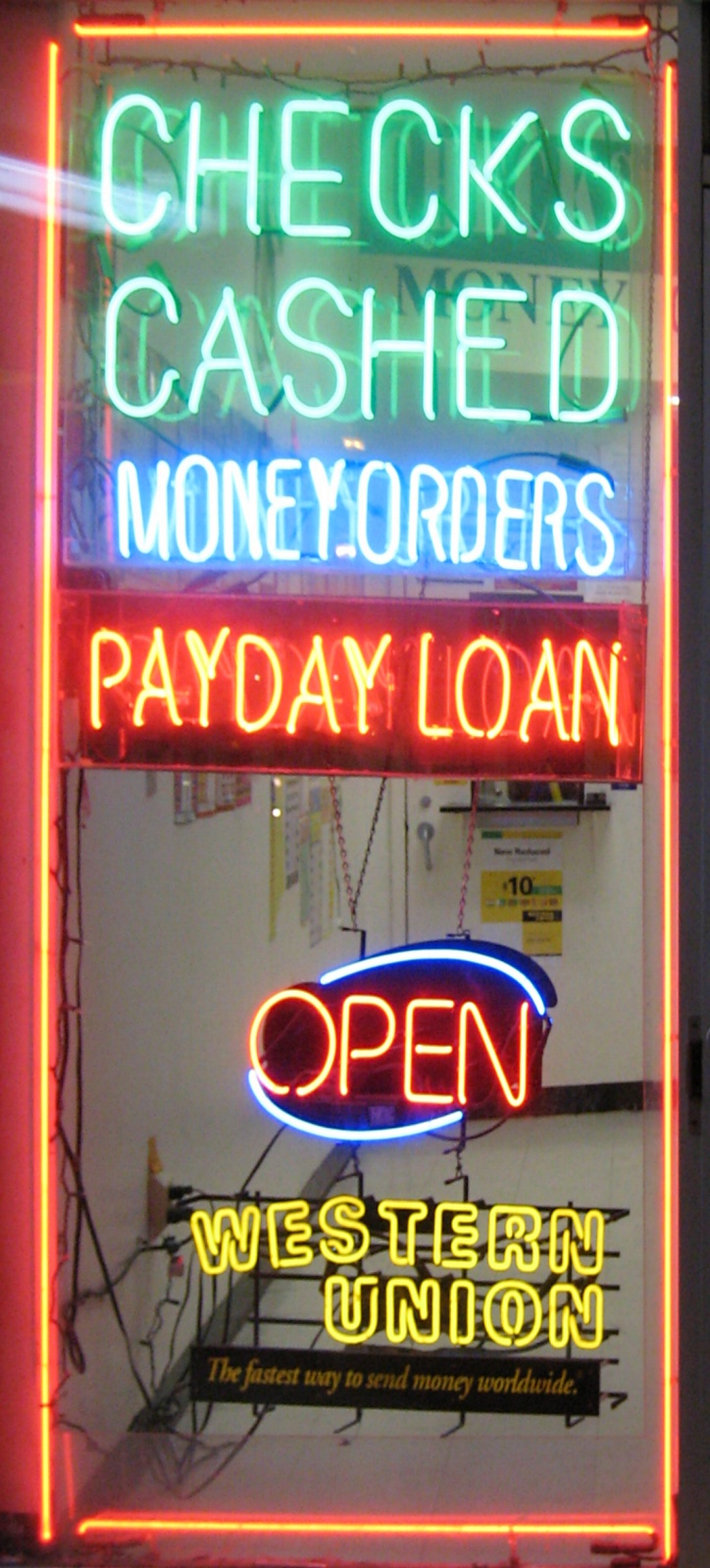
美國一間钱币兑换店（是地下錢莊）的招牌。

地下錢莊是從事灰色經濟非法活動的組織，它們功能有如非法銀行、財務公司，表面以合法組織作偽裝，例如钱币兑换店、典当业、銀樓。地下錢莊多從事非法活動，因其业务性质也被称为「高利貸」、「放重利」等。

## 业务

### 汇兑
地下钱庄可以将客户的钱兑换成外币并转移至国外，但客户须为此支付高额手续费。此类业务的主要客户包括无法开立银行账户的黑市劳工和试图转移非法资金的官员和商人等，此外也有人使用地下钱庄来规避政府的外汇管制。

### 高利贷
发放高利贷的钱庄均為黑社会所经营，以此賺取暴利。當欠債人不按期還錢時，地下钱庄的人會恐嚇欠債人，甚至威脅欠債人的家人和朋友，以強迫當事人還錢。他們的追債手段包括在家外潑涂料、撒紙钱、寫大字、用黏合剂堵塞鑰匙孔、掛死動物（死豬頭）在家門口等，甚至在門口放火、開槍示警。事態嚴重時，甚至會綁架勒索。

### 洗钱
洗錢的技倆變化多端，而且往往錯綜复雜，但整個過程大致可分為以下3個階段：
1. 存放：將犯罪得益放進金融體系內。
2. 離析：將犯罪得益轉換成另一種形式，並創造多層複雜金融交易來隱藏資金的勾核線索。例如從現金換成支票、貴金屬、股票、保險儲蓄、物業。
3. 整合：經過不同的掩飾後，將清洗後的財產如合法財產般融入經濟體系。

以上3個階段經常互相重疊，反覆出現，加重追查非法得益及其來源的困難度。